# Isabelle Stommen
Pour les articles homonymes, voir Stommen.
Isabelle Stommen, née le 29 décembre 1970 à Verviers est une femme politique belge francophone, membre du Centre démocrate humaniste. 
Elle est titulaire d'un agrégat en Philologie romane et professeur de français.  

## Carrière politique
- Conseillère provinciale (2006-2010)
- Conseillère communale de Welkenraedt (2006-2012)
- Présidente du CPAS de Welkenraedt (2012-2016)
- Députée au Parlement de Wallonie et à la Communauté française de Belgique (suppléante de Marie-Martine Schyns, ministre) (2016-2018).
- Présidente du CPAS de Welkenraedt (2019-20..)